# Recollettenklooster van Nijvel

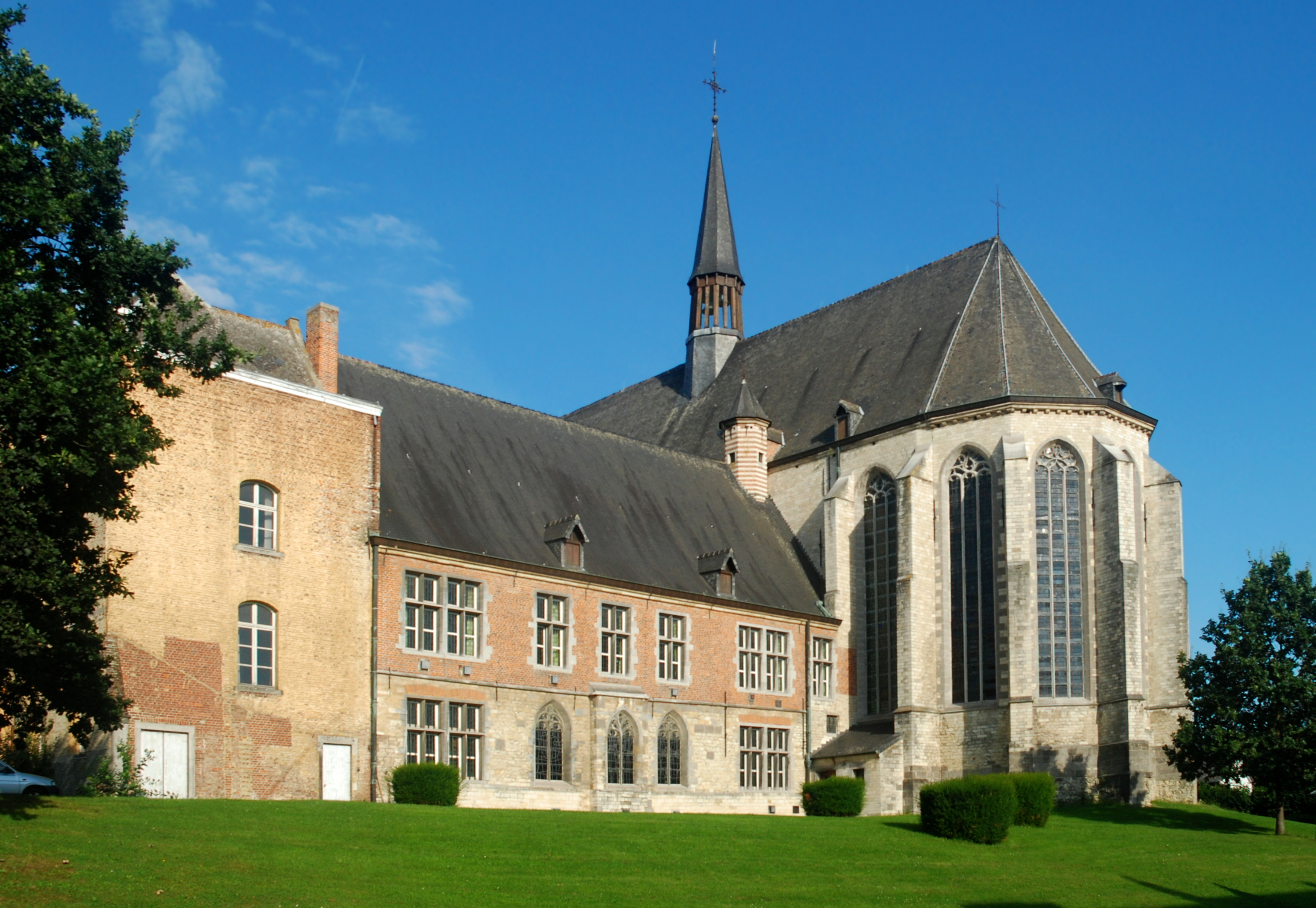
Het klooster vanaf de Esplanade du Souvenir

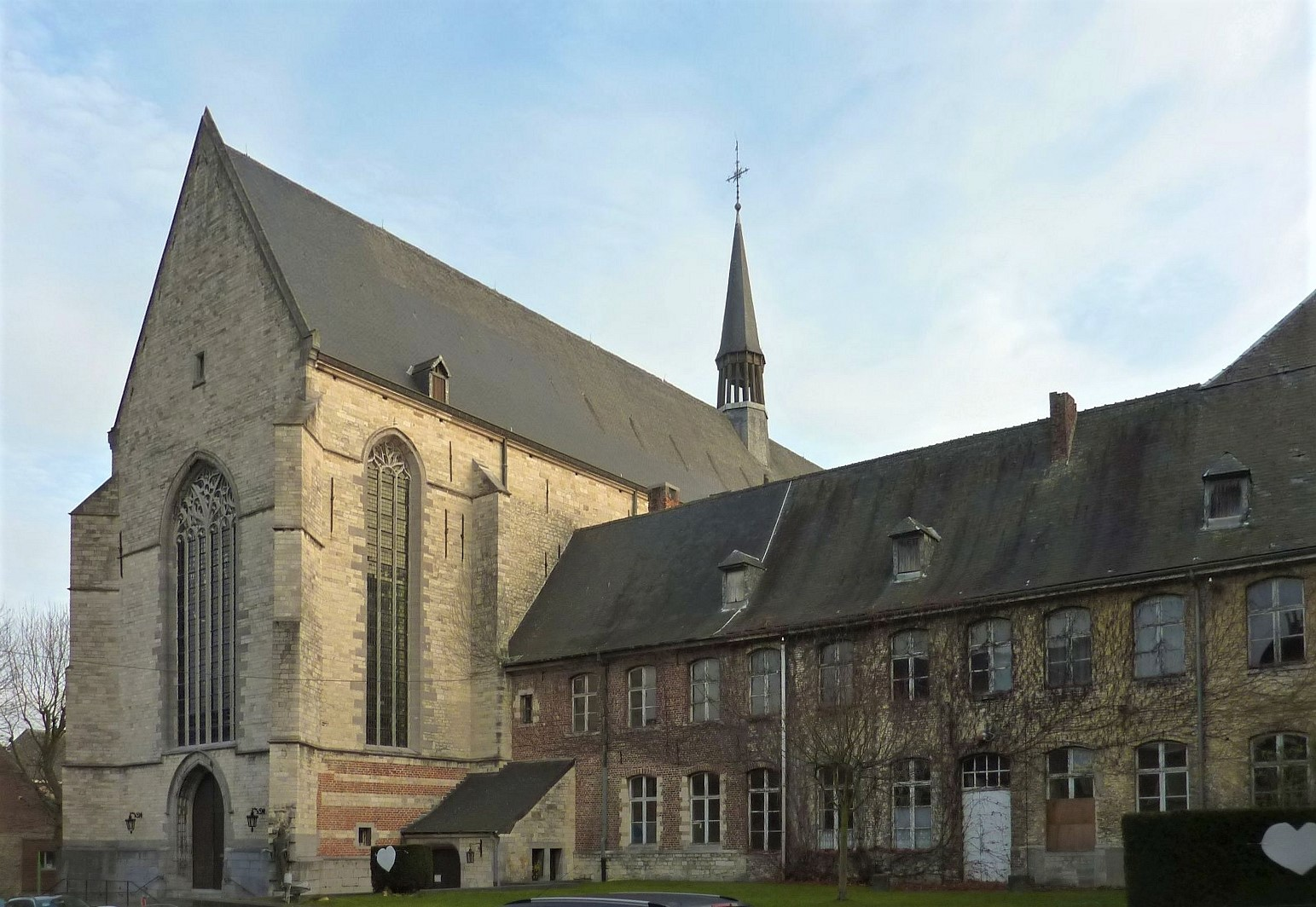
Voorgevel van de kerk en kloosterpand

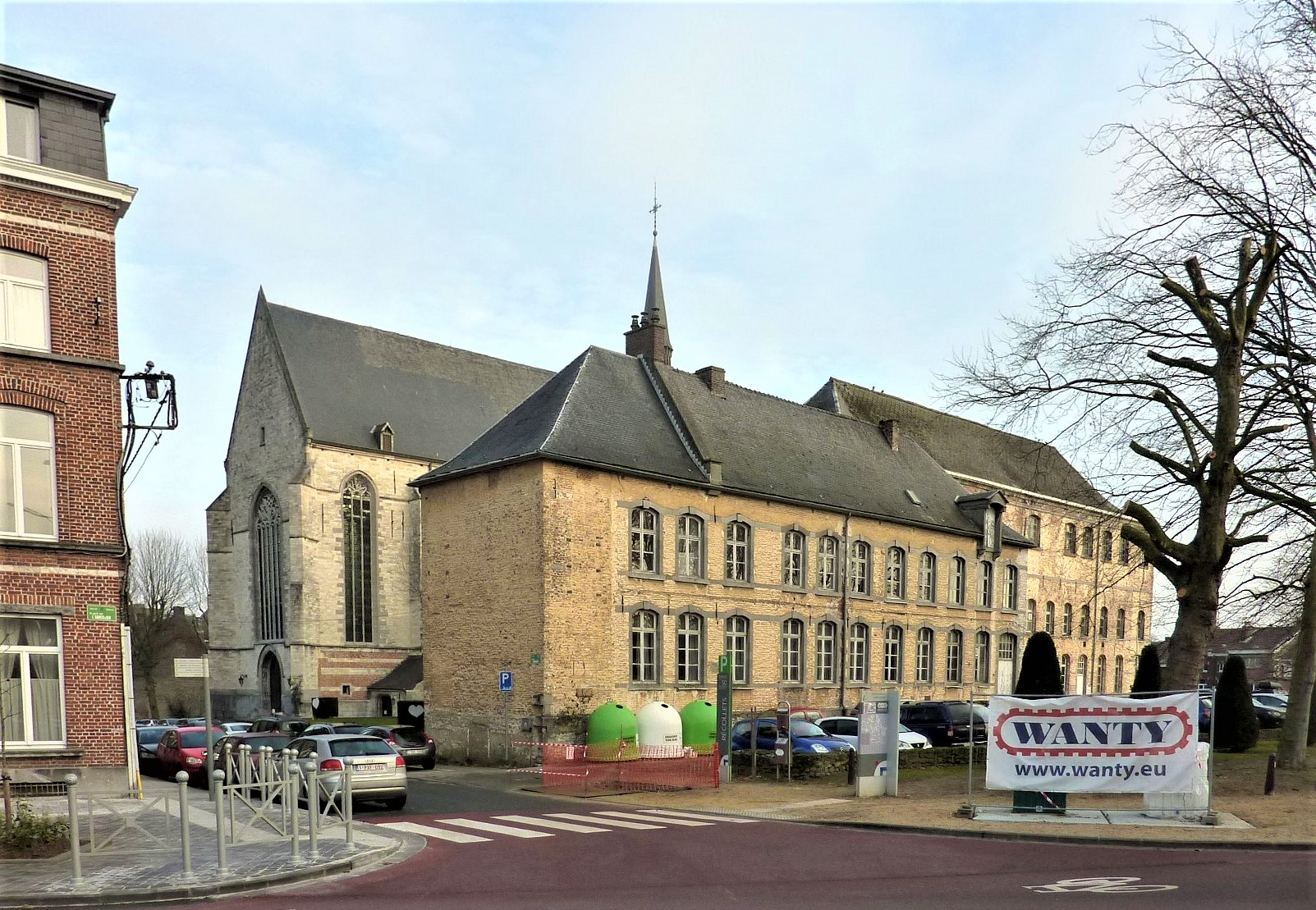
Het provinciaalskwartier vanaf de Place du Souvenir

Het recollettenklooster van Nijvel is een voormalig convent van de franciscanen in de Waals-Brabantse stad Nijvel. Het was van circa 1232 tot 1796 achtereenvolgens in handen van minderbroeders, observanten en recolletten. De vroegere kloosterkerk is in de jaren 1960 toegewijd aan Sint-Jan de Evangelist en Sint-Nicolaas om in dienst te worden genomen als parochiekerk. Het is sinds 1936 een beschermd monument, in tegenstelling tot de overige gebouwen, die nochtans het best bewaarde franciscanenklooster van België vormen.

## Geschiedenis
Vanuit Keulen werd begin 13e eeuw een gemeenschap van minderbroeders gesticht in Nijvel. Het exacte jaar van hun komst is niet bekend, maar het zal eind jaren 1220 zijn geweest. Hun eerste zekere vermelding is in 1232. De inwijding van hun Sint-Franciscuskerk vond plaats in 1248.
Begin 16e eeuw verwaarloosden de minderbroeders van Nijvel hun armoedegelofte, hun misdiensten en hun kerk. Ze distantieerden zich van de observantenbeweging, maar in 1523 kreeg deze de beschikking over hun klooster, dat overging van de custodie Luik naar de Vlaamse provincie. De minderbroeders weken niet zonder slag of stoot. Landvoogdes Margaretha van Oostenrijk legde druk op haar biechtvader François Leroy, tevens gardiaan van Nijvel, die in 1524 de onwillige broeders – ondanks gewelddadige weerstand – verdreef. Met financiering van Margaretha, keizer Karel V, de Egmonts, de Croÿs en andere hoogadellijke families werden het klooster en de kerk de volgende drie jaar herbouwd onder de nieuwe gardiaan François Régis. 
In 1550 stelde diens neef, de provinciaal Pierre Leroy alias Regius, in het Nijvelse klooster een theologie-opleiding met drie docenten in (Studium theologicum generale). Deze centralisering – bedoeld om tegenstanders elders uit te schakelen door hun leerstoelen af te schaffen – was het begin van een doctrinaal conflict met gevolgen tot buiten de kloostermuren. De régisten bestreden het bajanisme van Michel de Bay, maar ze kregen felle tegenstand van een groep rond Antoine en François Sablon. Pierre Régis klaagde in Rome, Leuven en Parijs twintig ketterse stellingen aan. De Parijse theologen gaven hem in 1560 gelijk, maar zonder dat dit onmiddellijke gevolgen had voor zijn opponenten. Het volgende jaar werd Régis weer provinciaal en liet hij zijn voornaamste tegenstanders opsluiten. In 1567 voerde hij het Nijvelse antibajanisme tot een hoogtepunt door een bul te bekomen van paus Pius V. 
In januari 1580 werd Nijvel ingenomen door Brusselse calvinisten onder leiding van Denis van den Tympel. Tijdens deze periode werd het observantenklooster platgebrand, met inbegrip van de kerk, het studium generale en de bibliotheek. Tegen oktober namen de troepen van Alessandro Farnese de stad terug. De kloosterkerk werd in 1585 weer ingewijd na een gedeeltelijk herstel. De observanten kregen echter binnen hun orde concurrentie van de recolletten, die wilden terugkeren naar de soberheid van het eerste uur. Het Luikse kapittel van de franciscanerorde wees hen op 4 oktober 1598 het klooster van Nijvel toe. Opnieuw ging dit gepaard met ernstige strubbelingen. Ook tussen de recolletten onderling was er strijd: een groep drong 's nachts het refectorium in aanbouw binnen en vernielde vermeende inbreuken op de armoedegelofte. Ze simuleerden een inbraak om hun actie in de schoenen van de observanten te schuiven. Uiteindelijk raakten de nieuwe gebouwen volledig afgewerkt in 1615 en genoten de Nijvelse recolletten toch aanzien. Ze bouwden een nieuwe bibliotheek op. In 1740-1750 werd een provinciaalshuis toegevoegd en werd het klooster verfraaid met stucwerk en tuinen met fontein. 
Onder Frans bewind werd het recollettenklooster in 1796 gesloten en het volgende jaar verkocht als nationaal goed. Dit schijnt zo te zijn verlopen dat voormalige broeders er nog enige tijd konden blijven. In 1813 werden de gebouwen herbestemd tot ziekenhuis. De gewonden van de Slag bij Waterloo werden er verzorgd. Volgens een bord op de begraafplaats overleden daarbij 104 Franse soldaten, dertien Pruisen, acht Engelsen en vier Hollando-Belgen. In 1872 vestigde de stad het college in het voormalige klooster en in 1919 het koninklijk atheneum. Het kerkgebouw diende als turnzaal en tekenacademie.
Als een van de weinige historische gebouwen werd het klooster gespaard door de bombardementen van 1940. De Sint-Jan-en-Sint-Niklaaskerk was wel verwoest en werd niet meer herbouwd. Deze parochiekerk werd vervangen door de in 1960-1967 gerestaureerde recollettenkerk, die ook haar naam overnam. De restauratie door de architecten S. Brigode en W. Hanse pakte vervolgens het klooster aan, dat tegen 1972 vrij werd gemaakt van wat sinds de 19e eeuw was bijgebouwd. De west- en zuidvleugel zijn in 2007 aangekocht door het stadsbestuur en tien jaar later van de hand gedaan aan een vastgoedontwikkelaar. Diens project gaf aanleiding tot grote bezorgdheid over aantasting van erfgoed. Petities en beschermingsprocedures leidden echter tot niets: minister Valérie De Bue legde de positieve adviezen naast zich neer. In 2022 plaatste Europa Nostra het Nijvelse recollettenklooster onder de zeven meest bedreigde monumenten van het continent.

## Voetnoten
1. ↑  Joseph Lemmens, Une Révolution du Monachisme en Belgique: Histoire des nouveaux ordres du XIIIe au XVIIIe siècle 2021, p. 280